# Умершие в апреле 1994 года
Это список известных людей, соответствующих установленным критериям значимости (см. Википедия:Критерии значимости персоналий), умерших в апреле 1994 года.
Причина смерти указывается лишь в исключительных случаях (убийство, самоубийство, гибель в результате военных действий, смертная казнь, ДТП или несчастные случаи). В остальных случаях — не указывается.
- 1 апреля — Геннадий Воронов (83) — советский государственный и партийный деятель, 8-й председатель Совета Министров РСФСР (1962—1971).
- 3 апреля — Жером Лежен (67) — французский генетик.
- 4 апреля — Павел Бабаков (47) — оперный певец (бас-профундо).
- 4 апреля — Георгий Докучаев (71) — Герой Советского Союза.
- 4 апреля — Евгений Кривой (77) — капитан Рабоче-крестьянской Красной Армии, участник советско-финской и Великой Отечественной войны, Герой Советского Союза.
- 4 апреля — Гафар Насардинов (71) — Герой Советского Союза.
- 5 апреля — Иван Доминский (75) — советский футболист, тренер, педагог, спортивный деятель.
- 5 апреля — Отар Квантришвили (46) — грузинский вор в законе; заказное убийство.
- 5 апреля — Курт Кобейн (27) — лидер и вокалист группы «Nirvana»; самоубийство.
- 5 апреля — Ада Карраско (81) — одна из старейших мексиканских актрис (сыграла роли Фелипы в сериале «Богатые тоже плачут», Кармен в сериале «Дикая Роза», Долорес в сериале «Моя вторая мама» и легендарную бабушку Маримар в теленовелле «Маримар»).
- 6 апреля — Андрей Бицадзе (77) — грузинский математик, член-корреспондент АН СССР.
- 6 апреля — Жювеналь Хабьяримана (57) — президент Республики Руанда с 1 августа 1973 г. по 6 апреля 1994; сбит на самолёте, в котором летел вместе с президентом Бурунди.
- 6 апреля — Сиприен Нтарьямира (39) — президент Республики Бурунди c 5 февраля 1994; погиб в самолёте вместе с президентом Руанды; гибель президентов двух стран послужила поводом к обострению противостояния народностей тутси и хуту, в частности, геноциду против тутси в Руанде.
- 7 апреля — Ростислав Лозинский (82) — протоиерей, доктор богословия, автор более сорока работ по истории православных святынь Тулы.
- 7 апреля — Голо Манн (85) — немецкий историк и эссеист, второй сын Томаса Манна.
- 8 апреля — Куддус Кужамьяров (75) — советский и казахстанский уйгурский композитор и педагог, основатель уйгурской профессиональной музыки.
- 8 апреля — Андрей Чегодаев (89) — советский и российский историк искусства, художественный критик, музейный работник, педагог, доктор искусствоведения.
- 9 апреля — Алексей Унжаков (70) — участник Великой Отечественной войны, Герой Советского Союза.
- 10 апреля — Виктор Афанасьев (71) — советский философ и деятель КПСС, в 1976—1989 главный редактор газеты «Правда».
- 10 апреля — Джон О’Брайен (33) — американский автор.
- 11 апреля — Сергей Василенко (72) — полковник Советской Армии, участник Великой Отечественной войны, Герой Советского Союза.
- 13 апреля — Сергей Ефимов — младший лейтенант Советской Армии, участник Великой Отечественной войны, Герой Советского Союза.
- 13 апреля — Николай Крючков (83) — советский российский актёр театра и кино.
- 14 апреля — Генрих Гендреус (71) — участник Великой Отечественной войны, Герой Советского Союза.
- 15 апреля — Вардгес Петросян (60) — армянский писатель, публицист, общественный и политический деятель, убит в подъезде собственного дома несколькими выстрелами в упор.
- 16 апреля — Андрей Кизима (75) — полковник Советской Армии, участник Великой Отечественной войны, Герой Советского Союза.
- 16 апреля — Виктор Сысоев (79) — советский военачальник, адмирал.
- 17 апреля — Павел Дудчик (75) — полковник Советской Армии, участник Великой Отечественной войны, Герой Советского Союза.
- 17 апреля — Алексей Иванов (71) — Полный кавалер Ордена Славы.
- 19 апреля — Таисия Афонина (80) — русский советский художник, живописец, график.
- 19 апреля — Равкат Чеботаревский (46) — контр-адмирал, подводник, народный депутат России.
- 20 апреля — Жан Карме (73) — французский актёр.
- 20 апреля — Евгений Салов (82) — советский промышленный деятель, директор Кузнецкого металлургического комбината, Герой Социалистического Труда.
- 21 апреля — Сейтгалий Джакипов (93) — советский государственный и партийный деятель, 1-й секретарь Алма-Атинского областного комитета КП Казахстана (1954).
- 21 апреля — Иван Магда — украинский советский ветеринарный врач.
- 21 апреля — Эдмонд Кеосаян (57) — советский армянский кинорежиссёр, сценарист.
- 22 апреля — Ричард Никсон (81) — 37-й президент США (1969—1974).
- 23 апреля — Фёдор Шинкаренко (81) — Герой Советского Союза.
- 24 апреля — Александр Довбань — украинский русскоязычный поэт, редактор.
- 25 апреля — Николай Дорохов (73) — Герой Советского Союза.
- 26 апреля — Иван Лихобабин (78) — Герой Советского Союза.
- 26 апреля — Николай Чмыхов (40) — украинский и советский археолог, доктор исторических наук, профессор.
- 27 апреля — Костантин Казачинский (82) — Герой Советского Союза.
- 28 апреля — Олег Борисов (64) — советский российский актёр театра и кино, народный артист СССР.
- 29 апреля — Виктор Голенищев (71) — Полный кавалер Ордена Славы.
- 30 апреля — Роланд Ратценбергер (33) — австрийский автогонщик; автокатастрофа.
- 30 апреля — Иван Сидоров (82) — Герой Советского Союза.
- 30 апреля — Ричард Скарри (74) — популярный американский детский писатель и иллюстратор.
- 30 апреля — Иван Стаднюк (74) — советский прозаик, сценарист, драматург и военный журналист.